# 劇団すごろく
劇団すごろく（げきだんすごろく）は、日本の劇団。ぷろだくしょんバオバブに所属していた俳優（声優）たちで結成された「劇団がらくた工房」が「シアターがらくた」、「ザ・がらくた」、「劇団すごろく」の順で改名され、現在に至る。

## 概要
劇団がらくた工房として1980年1月設立したが、分裂するかたちとなり、残留メンバーにより「シアターがらくた」として1985年11月に創立。その後、「ザ・がらくた」と改名して活動を続けていた1990年、小学校で児童劇を上演した際、学校の先生が生徒に「がらくた」の意味を説明するのに困っているのを見て、「劇団すごろく」に改名した。「すごろく」の名前の意図は「人生、山あり、谷あり、行きつ戻りつ人生すごろく」とのことで、命名者は当時の劇団員であった松本保典であろうという（本人による）。
旗揚げ当時から子供向け、家族向けの昔話や怪談話を中心に上演し続けている。まれに朗読劇やミュージカルなども上演している。
毎年1回、秋の公演では第二部として「歌と踊りのグランドショー」という、役者による歌謡ショーを開催している。
テレビアニメや洋画の吹き替えでおなじみの声優が多数所属していた。1981年（劇団がらくた工房時代）には付属養成所を開設、前述の分裂時にぷろだくしょんバオバブの附属養成所、バオバブ学園（現：ビジュアル・スペース俳優養成所）となり、現在でも活躍している多くの声優を輩出した。また、劇団すごろくも、その後新たに付属養成所を設立していた時期があった。
2013年に座長の緒方賢一が退団。以降、『緒方賢一とシャレダース』を結成し、後進の応援活動にシフト。副座長であった松本保典が座長となったが、松本も2016年に退団、後任の主催者は本井えみ。2010年（創立25周年）の時点で、創立当初から在籍していた劇団員は緒方と松本だけだったため、創立メンバーは劇団から姿を消したことになる。

## 主な所属俳優
- 本井えみ（主宰者[3]）
- 小林範雄
- 遠藤優香理

## かつて所属していた主な俳優
（劇団がらくた工房時代も含む）
- 緒方賢一（初代座長、2013年に退団。以降、応援団として活動。）
- 松本保典（2代目座長、付属養成所四期生。2016年に退団[5]。）
- 大山高男（元副座長）
- 富田耕生（分裂後はバオバブ学園学園長[7]）
- キートン山田
- 肝付兼太
- 加藤治
- 野沢雅子
- 白石冬美
- 富山敬
- 山本正之
- 五十嵐麗（付属養成所一期生）
- 小野健一
- 菅原淳一（付属養成所一期生）
- 羽村京子（付属養成所二期生）
- 青羽美代子（付属養成所二期生、井沢八郎夫人）
- 松井菜桜子（付属養成所三期生）
- 真柴摩利（付属養成所三期生？）
- 佐々木みち代（付属養成所四期生）
- 川崎恵理子
- 水田わさび
- 出村貴
- 斉藤瑞樹
- 前田ゆきえ
- あらいしずか
- 佐藤美佳子
- 藤田圭宣
- 中田雅之
- 黒河奈美
- 椎橋和義
- 武政弘子（現：劇団ふくわらい副座長[8]）
- 長谷部浩一
- 星野千寿子
- 小田敏充
- 坂戸こまつな
- 星間美佳
- 熊谷勇希
- 八須賀孝蔵
- 七海入歌
- 高宮武郎
- 小川一樹
- 加藤朗史
- 早川剛史

## 公演
- 木場の仙太郎
- おゆき
- のれん慕情
- イヌの仇討
- 獏に食われた夢
- 誘因〜黄昏に君や想う〜
- 暁じゅてーむ!
- 再びの・・・
- 悪魂ローリングストーン
- 再会～落日の花火～
- 恋する?ハッスル??＊＊＊＊する!?
- お憑かれOnly幽!（2005年6月23日 - 26日、新宿SPACE107） ※客演：長沢美樹
- 雷名（新宿SPACE107）
- 風光る（新宿SPACE107）
- 朝風（新宿SPACE107）
- うるさ方（新宿SPACE107）
- 平屋騒乱記〜須原屋解体新書殺人事件〜（新宿SPACE107）
- 残り香（新宿SPACE107）
- 陽炎・稲妻・水の月（2008年10月30日 - 11月1日、新宿SPACE107）
- おかげ犬（池袋THEATER GREEN）